# Rhymogona cervina
Rhymogona cervina är en mångfotingart som först beskrevs av Karl Wilhelm Verhoeff 1910.  Rhymogona cervina ingår i släktet Rhymogona och familjen knöldubbelfotingar. Inga underarter finns listade i Catalogue of Life.